# Déspina Olympíou
Déspina Olympíou (grec moderne : Δέσποινα Ολυμπίου, née le 17 octobre 1975 à Limassol à Chypre) est une chanteuse chypriote parfois connue sous le nom de Déna Olympíou (Δένα Ολυμπίου).

## Biographie
En février 2013, elle est choisie pour représenter Chypre au Concours Eurovision de la chanson 2013 à Malmö, en Suède avec la chanson An Me Thimase,,.

## Discographie

### Albums
- Ton Mation sou i Kalimera (2000)
- Vale Mousiki (2003)
- Exoume Logo (2004)
- Auto ine Agapi (2005)
- Pes to Dinata (2007, 2008)
- Mia stigmi (2009)
- Mikra mistika (2013)